# Schizonycha kakomae
Schizonycha kakomae är en skalbaggsart som beskrevs av Brenske 1898. Schizonycha kakomae ingår i släktet Schizonycha och familjen Melolonthidae. Inga underarter finns listade i Catalogue of Life.